# آندری کالاشنیکوف
آندری کالاشنیکوف (اوکراینی: Андрій Калашников؛ زادهٔ ۲۰ نوامبر ۱۹۶۴) کشتی‌گیر اهل اوکراین است.